# Каролингские иллюминированные рукописи
Эпоха «Каролингского возрождения» отмечена рядом культурных инноваций. По выражению Жака Ле Гоффа: 

Новое начертание, получившее название «каролингский минускул», было ясным, стандартизованным и изящным; в результате читать и писать стало легче. Можно сказать, что это была первая общеевропейская письменность. В монастырских, королевских и епископальных скрипториях идет усердная переписка рукописей, и Алкуин делает новый шаг в сторону ясности и упрощения — обращает внимание на пунктуацию. Карл инициирует также работы по пересмотру текста Священного Писания. Это сопоставление списков Священного Писания, с которого на средневековом Западе начнется большая работа по толкованию Библии, было важным начинанием, в котором уважительное отношение к исходным священным текстам совмещалось с внесением в перевод разумных поправок, обусловленных развитием наук и образования. Каролингское возрождение до сегодняшнего дня привлекает к себе внимание, в особенности роскошными иллюстрациями и миниатюрами того времени. Ряд молитвенников и Псалтырей каролингского периода — это подлинные шедевры. — Рождение Европы. Глава II
Книжная культура эпохи Каролингов сосредотачивалась вокруг Палатинской академии в Ахене, представлена она была «Школой Карла Великого» и «Группой Ады» (сестры императора). Миниатюристы дворцовой школы испытывали как влияние гиберно-саксонской традиции, так и византийское и итальянское влияния. После смерти Карла Великого традиции оформления рукописей были сохранены в скрипториях Реймса, Тура и Меца. С IX века каролингская традиция начинает подвергаться ещё большему островному влиянию (так называемому франко-саксонскому), что привело к новой эре в оформлении книг — оттоновскому периоду (с X века).

## Список рукописей
| Изображение | Название                          | Дата                    | Место создания, особенности                                                               | Содержание | Место хранения, каталожное обозначение |
| --- | --------------------------------- | ----------------------- | ----------------------------------------------------------------------------------------- | --- | --- |
| | Евангелие Годескалька             | Около 781—783           | Ахен (предположительно)                                                                   | Четвероевангелие; содержит шесть полностраничных иллюстраций, орнаментацию и инициалы. Выполнено в технике хризографии по пурпурному пергаменту.                                                                          | Париж, Национальная библиотека Франции, Ms. nouv. acq. lat. 1203                                                                                            |
| | Псалтырь из Монпелье              | Около 787—788           | Монастырь Мондзее                                                                         | Псалтирь; две полностраничных иллюстрации, 165 инициалов, 2000 мелких украшений | Монпелье, Университетская библиотека, Ms. 409 |
| | Евангелие Ады                     | Около 790               | Ахен, рукопись «группы Ады»                                                               | Четвероевангелие | Трир, Городская библиотека, Cod. 22 |
| | Евангелие из Сен-Мартен де Шамп   | Около 790               | Ахен, рукопись «группы Ады»                                                               | Четвероевангелие | Париж, Национальная библиотека Франции, Ms. 599 |
| | Псалтырь Дагульфа                 | Около 783—795           | Ахен, рукопись «группы Ады»                                                               | Псалтирь; названа по имени переписчика. Три орнаментированные заставки в полную страницу (на пурпурном пергаменте) и 150 инициалов                                                                                        | Вена, Австрийская национальная библиотека, Ms. 1861 |
| | Евангелие из Сен-Рикёра           | Конец VIII века         | Ахен, рукопись «группы Ады»                                                               | Четвероевангелие; на пурпурном пергаменте в технике хризографии | Аббевиль, Муниципальная библиотека, Ms. 4 |
| | Имперское Евангелие               | Около 800 года          | Ахен (?), Придворная школа Карла Великого                                                 | Евангелие, входит в группу так называемых «Ахенских клейнодов», 4 полностраничных изображений евангелистов, выполненных в византийском придворном стиле. Рукопись выполнена в технике хризографии на пурпурном пергаменте | Вена, Музей истории искусств, Schatzkammer Inv. XIII 18 |
| | Ахенское Евангелие                | Начало IX века          | Ахен (?), Придворная школа Карла Великого                                                 | Четвероевангелие | Ахен, соборная ризница |
| | Шантенейское Евангелие            | Начало IX века          | Ахен (?), Придворная школа Карла Великого                                                 | Четвероевангелие. Миниатюра евангелиста выполнена без обрамления на пустой странице, сплошь окрашенной пурпуром | Брюссель, Королевская библиотека Бельгии, Ms. 18732 |
| | Гентское Евангелие                | Около 800               | Сент-Аман-Монрон                                                                          | Четвероевангелие, сохранились 2 полностраничных изображения евангелистов из четырёх | Гент, Городской собор, Ms. 13 |
| | Трирский Апокалипсис              | Первая четверь IX века  | Западно-франкское королевство                                                             | Апокалипсис; 74 миниатюры | Трир, Городская библиотека, Cod. 31 |
| | Золотой кодекс из Лорша           | Между 778—820           | Ахен, рукопись «группы Ады»                                                               | Четвероевангелие, два отрывка из Иеронима, двенадцать таблиц канонов, четыре предисловия к евангелиям и капитулярий. Шесть полностраничных миниатюр. Рукопись выполнена в технике хризографии на пурпурном пергаменте     | Разделён на две части. Первая хранится в Бухаресте, Национальная библиотека Румынии; вторая — в Ватикане, Ватиканская апостольская библиотека, Pal. lat. 50 |
| | Лондонское Евангелие              | Около 800               | Ахен, рукопись «группы Ады»                                                               | Четвероевангелие | Лондон, Британская библиотека, Harley Ms. 2788 |
| | Евангелие Эббона                  | Между 816—835           | Реймс                                                                                     | Четвероевангелие. Иллюстрации, возможно, выполнены тем же художником, что и в Утрехтской псалтыри | Эперне, Городская библиотека, Ms. 1 |
| | Штутгартская псалтырь             | Между 820—830           | Аббатство Сен-Жермен-де-Пре                                                               | Псалтирь, 316 миниатюр | Штутгарт, Земельная библиотека Вюртемберга, Cod. bibl. fol. 23                                                                                              |
| | Утрехтская псалтырь               | Около 820—835           | Реймс                                                                                     | Псалтирь; 166 монохромных миниатюр, выполненных пером, возможно, тем же иллюстратором, что и в Евангелии Эббона | Утрехт, Университетская библиотека, Ms. 484 |
| | Ватиканский кодекс 1564           | Первая четверть IX века | Ахен (?)                                                                                  | Капитулярии, земельные кадастры и проч. | Ватикан, Ватиканская апостольская библиотека, Pal. lat. 1564                                                                                                |
| | Ватиканский кодекс 3868           | Первая четверть IX века | Корвей                                                                                    | Публий Теренций Афр: «Комедии»; более 140 иллюстраций (возможно, воспроизводящих античный прототип) | Ватикан, Ватиканская апостольская библиотека, Vat. lat. 3868                                                                                                |
| | Бернский Физиолог                 | Около 825—850           | Реймс                                                                                     | «Физиолог» в латинском переводе; 25 обрамлённых и 10 внутритекстовых миниатюр | Берн, Burgerbibliothek, Codex Bongarsianus 318 |
| | Евангелие из Флёри                | Около 825—850           | Аббатство Флёри                                                                           | Четвероевангелие | Берн, Burgerbibliothek, Codex 348 |
| | Псалтырь Людовика Немецкого       | Вторая четверть IX века | Бертинское аббатство                                                                      | Псалтирь | Берлинская государственная библиотека, Ms. theol. lat. fol. 58                                                                                              |
| | Суассонское Евангелие             | Около 827               | Ахен, рукопись «группы Ады»                                                               | Четвероевангелие; шесть полностраничных миниатюр и 12 таблиц канонов. Рукопись выполнена в технике хризографии на пурпурном пергаменте                                                                                    | Париж, Национальная библиотека Франции, lat. 8850 |
| | Лейденский Арат                   | Между 830—840           | Ахен или Мец                                                                              | Латинский перевод «Явлений» Арата из Сол, выполненный Германиком, сохранилось 35 полностраничных миниатюр, 4 утрачены | Лейден, Университетская библиотека, Voss. lat. Q 79 |
| | Грандвальская Библия              | До 840                  | Тур                                                                                       | Вульгата; четыре полностраничные миниатюры | Лондон, Британская библиотека, Add. Ms. 10546 |
| | Ватиканский кодекс Рабана 124     | Около 840               | Фульдское аббатство                                                                       | Рабан Мавр: De laudibus sanctae crucis | Ватикан, Ватиканская апостольская библиотека, Reg. lat. 124                                                                                                 |
| | Фульдское Евангелие               | Около 840               | Фульдское аббатство                                                                       | Четвероевангелие | Вюрцбург, Университетская библиотека, Mp. theol. fol. 66 |
| | Мадридский кодекс 3307            | Около 840               | Мец                                                                                       | Учебник астрономии и арифметики; 52 миниатюры | Мадрид, Национальная библиотека Испании, Cod. 3307 |
| | Требник Дрого                     | Около 842               | Мец                                                                                       | Сакраментарий; 41 полностраничный инициал, текст полностью выполнен в технике хризографии | Париж, Национальная библиотека Франции, Ms. lat. 9428 |
| | Бамбергский Боэций                | Около 845               | Тур                                                                                       | Боэций: Основы арифметики | Бамберг, Государственная библиотека Бамберга, Msc.Class.5                                                                                                   |
| Karl der Kahle (Bible de Vivien, dite Première Bible de Charles le Chauve Présentation du livre à l’empereur Saint-Martin de Tours, 845 BnF, Manuscrits, Latin 1 fol. 423).jpg | Первая Библия Карла Лысого        | Около 845—846           | Тур                                                                                       | Вульгата; 8 полностраничных иллюстраций, 87 инициалов. Первая из трёх Библий короля Карла Лысого | Париж, Национальная библиотека Франции, Ms. lat. 1 |
| | Евангелие Лотаря                  | Около 849—851           | Тур                                                                                       | Четвероевангелие; 6 миниатюр, 9 заголовков и 5 инициалов. Текст полностью выполнен в технике хризографии | Париж, Национальная библиотека Франции, 266 |
| | Евангелие Франца II               | Вторая половина IX века | Сент-Аман-Монрон                                                                          | Четвероевангелие | Париж, Национальная библиотека Франции, Lat. 257 |
| | Золотая псалтырь из Санкт-Галлена | Между 860—900           | Сен-Дени (?) (Возможно начата в придворной школе Карла Лысого и окончена в Санкт-Галлене) | Псалтирь, 2 полностраничные миниатюры, 15 на половину страницы, распределённые без всякого порядка | Библиотека монастыря Святого Галла, Cod. Sang. 22 |
| | Кодекс из Дюссельдорфа 113        | Вторая половина IX века | Реймс                                                                                     | Рукопись состоит из двух не связанных между собой частей. В первой — фрагменты Четвероевангелия, во второй — богословские труды, в том числе Рабана Мавра. Простые инициалы и рисунки пером в стиле Утрехтской псалтыри   | Дюссельдорф, Университетская и государственная библиотека, B. 113                                                                                           |
| | Псалтырь Карла Лысого             | Около 869               | Сен-Дени (?)                                                                              | Псалтирь | Париж, Национальная библиотека Франции, Lat. 1152 |
| | Сакраментарий Карла Лысого        | Около 870               | Мец или Сен-Дени (?)                                                                      | Фрагмент сакраментария, 2 начальных страницы и 5 полностраничных миниатюр. Поля в ряде случаев окрашены пурпуром | Париж, Национальная библиотека Франции, Lat. 1141 |
| | Золотой кодекс из Санкт-Эммерама  | Около 870               | Сен-Дени (?)                                                                              | Сакраментарий; 7 полностраничных миниатюр, в том числе изображения евангелистов и короля; 12 таблиц, 10 инициалов. | Мюнхен, Баварская государственная библиотека, Clm 14000 |
| | Библия Карла Лысого               | Около 870               | Сен-Дени (?)                                                                              | Вульгата; 24 полностраничные миниатюры (1 утрачена), 4 таблицы канонов, 35 миниатюр на полях, 91 инициал, выполненные в технике хризографии на пурпурном пергаменте                                                       | Рим, Сан-Паоло-фуори-ле-Мура, o. S. |
| | Псалтырь Фолхарда                 | Около 870               | Санкт-Галлен                                                                              | Псалтирь | Библиотека монастыря Святого Галла, Cod. Sang. 23 |
| | Вторая Библия Карла Лысого        | Около 871—873           | Сент-Аман-Монрон                                                                          | Вульгата, в оформлении сильно франко-саксонское влияние | Париж, Национальная библиотека Франции, Lat. 2 |
| | Пражское Евангелие                | Конец IX века           | Аббатство Сен-Вас                                                                         | Четвероевангелие, 15 таблиц канонов, 8 миниатюр, оформлен зачин и начальные страницы | Прага, Kapitulni Knihovna, Cim. 2 |